# Satoshi Horinouchi
Satoshi Horinouchi (堀之内 聖 Horinouchi Satoshi?), född 26 oktober 1979 i Saitama prefektur, är en japansk före detta fotbollsspelare.
Horinouchi började sin karriär 2002 i Urawa Reds. Han spelade 148 ligamatcher för klubben. Med Urawa Reds vann han AFC Champions League 2007, japanska ligan 2006, japanska ligacupen 2003 och japanska cupen 2005, 2006. 2012 flyttade han till Yokohama FC. Efter Yokohama FC spelade han för Montedio Yamagata. Han avslutade karriären 2013.